# Sebastian Kneipp
Sebastian Kneipp, nemški duhovnik in vodni terapevt, * 17. maj 1821, Stephansried (Nemčija), † 17. junij 1897, Wörishofen (Nemčija).
Dal je ime zdravljenju z vodo in je utemeljitelj Kneippovega zdravljenja.

## Življenje
Rodil se je v preprosti družini na Bavarskem leta 1821. Njegov oče je bil tkalec platna. Ker je bil Sebastian edini fant, mu je že kot otrok pomagal pri statvah, vendar pa si je vedno želel postati duhovnik. Ob pomoči solidarnega duhovnika Merkla je bil sprejet v gimnazijo, vendar je po petih letih intenzivnega študija resno zbolel za pljučno tuberkulozo. V tistem času je bila pljučna tuberkuloza običajno smrtna, Kneipp pa je naletel na knjigo Johanna Siegmunda Hahna o hidroterapiji iz 18. stoletja, ki ga je navdušila. Pozimi leta 1849 se je večkrat tedensko kopal v Donavi. Ta kratka izpostavljanja mrzli vodi, so okrepila njegov imunski sistem, saj se je njegovo stanje izboljševalo in je lahko nadaljeval s teološkim študijem v Münchenu. Tu je prepričal nekaj svojih kolegov študentov, da so se mu pridružili pri eksperimentih s hidroterapijo. Doštudiral je teologijo in pri enaintridesetih postal duhovnik. Pri štiriintridesetih je postal spovednik, v devetinpetdesetem letu pa tudi župnik dominikank v Wörishofnu. Hidroterapijo je začel uporabljati na revnih župljanih. Prvotni pristop je razširil z vključitvijo zeliščarstva, telovadbe in drugih elementov. Hkrati je omilil zdravljenje z vodo opisano v knjigi, saj se mu je zdelo preveč agresivno. Poleg tega je ljudi opozarjal, naj ga ne izvajajo prepogosto. Njegov ugled je zrasel, ko so po njegovih ritualih ozdraveli številni umirajoči ljudje. Zato se je zameril zdravnikom in sledilo je več prijav šarlatanstva, vendar je bil kasneje oproščen. 

## Delo
Kneipp je razvil naravno obliko zdravilstva, ki vključuje zdrav način življenja, prehrane in zdravljenje z blago delujočimi rastlinami in vodo. Zeliščne kopeli delujejo prek fizikalnih dražljajev tople in hladne vode in tudi prek dodanih rastlinskih sestavin. Hladne kopeli krčijo krvne žile v koži, tople jih širijo. Slednje posledično vpliva na znižanje krvnega tlaka in povečanje srčnega utripa. Rastlinski dodatki za kopeli vsebujejo snovi, ki se vpijejo skozi kožo ali vstopijo v telo po dihalnih poteh in blagodejno učinkujejo na telo. 

### Voda in zelišča
Že pri 27. letih je spoznal zdravilni učinek vode in zdravilnih zelišč, potem ko si je sam pozdravil nevarno pljučno bolezen. Najprej je prelive z vodo delal v svoji pralnici, vendar pa je zaradi velikega povpraševanja po tovrstni obliki zdravilstva zgradil dve stavbi, eno namenjeno moškim in drugo ženskam. Naredil je še stavbo za otroke, kjer je nudil pomoč revnim otrokom. S tem je vplival tudi na življenje v vasi, ki se je postopoma razvila v zdravilišče. Čeprav so hoteli posamezni zdravniki to obliko zdravilstva tudi znanstveno dokazati, pa jo je Kneipp predvsem želel ohraniti v vsej svoji izvirnosti. 

Če komu pri zdravljenju bolnikov ne zadostujejo voda in zelišča, ta že s tem dokazuje, da teh sredstev ne pozna prav.
Sebastian Kneipp

### Kneippovo zdravljenje
Kneipp je utemeljil celostno naravno zdravljenje in ga razdelil v 5 stopenj:
- Hidroterapija večstransko uporablja zdravilno moč vode. Gre za polivanje z vodo. Temelji na odgovoru telesa na vroče in hladne dražljaje. Ti stimulirajo imunski sistem, vplivajo na izločanje stresnih hormonov, pospešijo cirkulacijo krvi in prebavo ter zmanjšajo občutljivost na bolečino. Pred začetkom terapije mora biti telo dovolj ogreto in primerno prekrvavljeno. To se doseže z zmernim gibanjem ali telovadbo pred postopkom. Po knajpanju je potrebno otreti tiste dele telesa, ki so na zraku. Nato z gibanjem ali tudi s počivanjem v ogreti postelji poskrbeti, da se koža posuši, telo pa za stalno ogreje.

- Zmakanja (umivanje) so postopki, kjer se z določeno tehniko na pacientovi koži naredi tanko, enakomerno razporejeno plast vode (npr. z ožeto brisačo).

- Kopeli so razdeljene na navadne, izmenične, rastoče in padajoče kopeli. Pri navadnih se temperatura ne spreminja, pri izmeničnih kopelih pa daljšemu toplemu ali vročemu postopku sledijo kratke mrzle kopeli. Pri rastočih kopelih se temperatura vode stalno povečuje, pri padajočih pa pada. Vse te kopeli so lahko po obsegu celotne ali delne, z dodatki ali brez njih. Po temperaturi razlikujemo hladne kopeli s temperaturo do 18 °C, mlačne do 22 °C, tople s 36-38 °C in vroče pri temperaturi od 39-45 °C.

- Pri oblivih na posamezne dele telesa deluje vodni curek, ki je lahko skoraj brez pritiska, lahko pa je dokaj močan. Glede na to se loči navadne oblive in hitre oz. ostre oblive. Zdravljenje z oblivi po navadi poteka z mrzlo vodo, lahko pa se izvajajo izmenični oblivi, pri katerih toplemu sledi mrzel obliv.

- Ovitki ogrevajo organizem, kadar je hladen; ob telesni vročini pa od telesa sprejmejo toploto.

- Zdravljenje z obkladki je podobno zdravljenju z ovitki, razlika je le v tem, da groba mokra rjuha ne pokriva zdravljenega dela telesa na vseh straneh, ampak pokriva samo določeno področje.

- Parne komprese so posebne oblike vročih obkladkov in se uporabljajo predvsem za lokalno zdravljenje, zlasti za odpravljanje krčev in bolečin.

- Parne kopeli so vroči postopki, ki povzročajo večinoma potenje in čiščenje telesa.

- Prehrambena terapija poudarja vsestransko, polnovredno prehrano. Kneipp ni odobraval strogih diet, pač pa je le spodbujal k redni, dobro uravnoteženi in hranljivi prehrani z majhno vsebnostjo maščob. Hrana naj bi bila sveža, industrijsko neobdelana in pripravljena na tak način, da vitamini ostanejo intaktni.

- Terapija gibanja aktivira telo in organe. Pri tem se je potrebno izogibati oblačil, ki vežejo (omejujejo) telo. Kot intenzivno obliko gibanja in blago obliko utrjevanja telesa je priporočal hojo z bosimi nogami. Kneipp je priporočal tudi lahko fizično aktivnost kot je pešačenje, plavanje, kolesarjenje. Izvajala naj bi se redno, po možnosti na prostem na podeželju. Te aktivnosti dajejo življenjsko moč celotnemu organizmu, saj stimulirajo pomembne telesne funkcije, kot so skeletnomišični sistem, kardiovaskularni sistem, živčni sistem, prebavni trakt in ojačajo naravno imunsko odpornost, s tem pa dajejo splošen občutek ugodja.

- Fitoterapija koristi z zdravilno močjo zelišč. Kneipp je dokumentiral znanstveno raziskavo o profilaktičnih in zdravilnih učinkih nekaterih rastlin na telo. Njegovi zdravilni pripravki so različnih oblik: čaji, mazila, olja, kopeli, ovitki, in vsebujejo visoke koncentracije naravnih rastlinskih ekstraktov, ki so ključnega pomena za zaščito in zdravljenje organizma. H kopelim  se lahko dodaja npr.: seneni drobir, ovsena slama, smrekov izvleček, preslica, kamilica, kolmeževe korenike, orehovi listi, eterično olje poprove mete, evkaliptusa ... S temi dodatki se doseže močnejše in dolgotrajnejše delovanje, začetek delovanja pri nižjih temperaturah ali pa poseben učinek zelišč.

- V terapiji urejenega življenja je opisal pot k načinu življenja, usmerjenemu k ohranjanju zdravja. Vsi zgoraj našteti  elementi so pomembni, vendar razvijejo svoj potencial v polni meri šele v kombinaciji z zdravim in doslednim načinom življenja.

Leta 1889 so frančiškanske redovnice odprle prvo Kneippovsko vodno zdravilišče v Nemčiji. Kmalu je bilo odprtih še veliko podobnih zdravilišč.

## Njegova književna dela
- »Moje zdravljenje z vodo« (Meine Wasserkur) (1886)
- »Tako treba živeti« (So sollt ihr leben) (1889)
- »Nega otrok« (Kinderphlege) (1891)
- »Svetovalec« (Ratgeber) (1891)
- »Moj testament« (Mein Testament) (1894)
- »Priloga Mojega testamenta« (Kodzill) (1896)